# محطة ناين مايل بوينت لتوليد الطاقة النووية
محطة ناين مايل بوينت لتوليد الطاقة النووية (بالإنجليزية: Nine Mile Point Nuclear Generating Station)‏، هي محطة للطاقة النووية بمفاعلين نوويين تقع في بلدة سكريبا، على بعد نحو خمسة أميال شمال شرق أوسويغو، نيويورك، على شاطئ بحيرة أونتاريو. يُشغل الموقع الذي تبلغ مساحته 900 فدان (360 هكتارًا) أيضًا بمحطة جيمس فيتز باتريك للطاقة النووية.
أعلنت شركة إكسلان في شيكاغو في أبريل 2011عن عزمها شراء شركة كونستليشن إنرجي، مالك ومشغل محطة ناين مايل بوينت لتوليد الطاقة النووية. وافقت لجنة تنظيم الطاقة الفيدرالية على الاستحواذ، واجتمعت الشركات رسميًا في 12 مارس 2012 مع شركة كونستليشن للطاقة تحت اسم إكسلان. تشارك إكسلان ملكية الوحدة 1 مع كهرباء فرنسا (49.99%) والوحدة 2 مع كهرباء فرنسا (40.99%)، وسلطة لونغ آيلاند للطاقة (18%). إكسلان هي المشغل الوحيد للوحدتين 1 و2. تعد كلتا الوحدتين مفاعلين للماء المغلي.

## الوحدتان 1 و 2
الوحدتان مفاعلان للماء المغلي من شركة جنرال إلكتريك. دخلت الوحدة 1، مفاعل الماء المغلي-2 (الجيل 2)، الخدمة عام 1969 باستطاعة 644 ميغاواط (864,000 حصان). وهو أقدم مفاعل نووي تجاري عامل ما زال في الخدمة في الولايات المتحدة. تعمل الوحدة 2، مفاعل الماء المغلي-5، منذ عام 1988 باستطاعة 1375 ميغاواط. بُنيت الوحدتان، جنبًا إلى جنب مع شركة فيتزباتريك المجاورة، بتكليف من شركة نياغارا موهوك للطاقة. بيعت شركة فيتزباتريك فور الانتهاء، بينما احتفظت شركة نياغارا موهوك للطاقة بحصتها من وحدات محطة ناين مايل بوينت لتوليد الطاقة النووية حتى عام 2001، عندما باعتها لشركة كونستليشن للطاقة. أعلنت شركة كونستليشن للطاقة في 31 أكتوبر 2006، منح المجلس القومي للبحوث تمديد الترخيص لمدة 20 عامًا للوحدتين. رُخص للوحدة 1 إمكانية العمل حتى عام 2029 ورُخصت الوحدة حتى عام 2046.
يبلغ ارتفاع برج تبريد ناين مايل بوينت 2 543 قدمًا، ويمكن رؤيته من مدخنة بلافز في سودوس، نيويورك على بعد 30 ميلًا تقريبًا. تسحب نقطة ناين مايل بوينت 1 مياه التبريد من بحيرة أونتاريو، ولا تحتوي على برج تبريد. أبلغ مشغل المصنع في أوائل مايو 2011، شركة جنرال إلكتريك، الموردة لوقود المحطة، بإمكانية أن تؤدي الأخطاء الرياضية إلى زيادة سخونة وقود المفاعل عن المتوقع.
وجه حاكم نيويورك أندرو كومو في عام 2016، لجنة الخدمة العامة، للنظر في الإعانات الممولة من قبل الدول المماثلة لتلك التي تدعم المصادر المتجددة للحفاظ على محطات الطاقة النووية المربحة في المنافسة ضد الغاز الطبيعي. لم يكن مركز انديان بوينت للطاقة في المخطط.

## سحب اقتراح الوحدة 3
أعلنت شركة يونيستار النووية، وهي مشروع مشترك بين كونستيليشن إنرجي وكهرباء فرنسا، في أواخر عام 2008 أنها أبلغت اللجنة التنظيمية النووية الأمريكية بخطتها لتقديم طلب رخصة بناء وتشغيل مشترك لمفاعل نووي أوروبي مضغوط في محطة ناين مايل بوينت لتوليد الطاقة النووية التابعة لكونستيليشن إنرجي. ومع ذلك، طلبت شركة يونيستار بعد أقل من عام، تعليقًا مؤقتًا لمراجعة الطلب، وسُحب الطلب تمامًا في عام 2013، بسبب نقص ضمانات القروض الفيدرالية.